# Eupithecia pseudoabbreviata
Eupithecia pseudoabbreviata är en fjärilsart som beskrevs av Fletcher 1951. Eupithecia pseudoabbreviata ingår i släktet Eupithecia och familjen mätare. Inga underarter finns listade i Catalogue of Life.